# Les Amants de bras-mort
Pour plus de détails, voir Fiche technique et Distribution.
Les Amants de bras-mort est un film français réalisé par Marcello Pagliero, sorti en 1951.

## Synopsis
Jean Michaut est un marinier sans le sou qui vit près d'un cimetière de péniches appelé le "Bras-mort". Il tombe amoureux de Monique la fille de son oncle qui est un riche armateur fluvial. Elle finit par l'aimer mais leurs différences sociales rendent difficile leur relation. Monique décide malgré tout de vivre avec Jean et de l'épouser.

## Fiche technique
- Titre : Les Amants de bras-mort
- Réalisation : Marcello Pagliero
- Scénario : Jacques Dopagne et Robert Scipion
- Musique Georges Auric
- Décors : Maurice Colasson
- Costumes :  Maud Trouet, J. Soudant
- Photographie : Roger Hubert
- Producteur : Paul-Edmond Decharme
- Directeur de production : Jean Théry
- Son : Robert Biart
- Montage : Nicole Marko
- Production : Paul-Edmond Decharme
- Société de production : Alcina
- Société de distribution : Pathé-Conosrtium-Cinéma
- Pays d'origine : France
- Langue originale : français
- Format : Noir et blanc - 1,37:1 - 35 mm - Son mono
- Genre : film dramatique
- Durée : 95 min
- Date de sortie : 
  - France : 10 mai 1951
- Affiche : Clément Hurel (France)

## Tournage
Le film a été intégralement tourné à Conflans-Sainte-Honorine dans les Yvelines.

## Distribution
- Nicole Courcel : Monique Levers
- Franck Villard : Jean Michaut
- Henri Génès : Nestor
- Line Noro : Mme Levers
- Robert Dalban : M. Levers
- Philippe Nicaud : Robert Girard
- Mona Goya : la veuve Girard
- Jacky Flynt : Maguy
- Margo Lion : Hélène Michaut
- René Génin : Camille
- Fernand Fabre : Daniel
- Georges Paulais : le notaire
- Paul Faivre : un agent
- André Bellec, Jean Berton, Jean Clarieux, Gabriel Gobin et Jacques Hilling : les mariniers
- Maurice Nasil
- Jean-Michel Rankovitch
- Marius David
- Lucien Guervil